# Scot Project
Scot Project, pseudonimo di Frank Zenker (Francoforte sul Meno, 29 maggio 1973), è un disc jockey e produttore di musica trance tedesco.
Scot Project ha utilizzato nelle sue produzioni anche altri alias come Arome o Tocs.

## Biografia
Scot Project impara a mixare techno all'età di 13 anni, e comincia suonando breakbeat in un club per giovani a Francoforte. Nel corso degli anni 1990, lavora in vari club di Francoforte e dintorni.
Il successo di Scot Project inizia nel 1994, quando la sua prima traccia "X" viene pubblicata, seguita da  "U (I Got A Feeling)", nel 1995. L'ultima traccia raggiunge la posizione numero 66 nella Official Singles Chart.
Nel 2002, Frank Zenker e Kai Winter (Derb) creano l'etichetta Druck Records.

## Discografia

### Album
- 2005: A1
- 2011: A2[3]

### Singoli
- 1994: X
- 1995: U (I Got A Feeling)
- 1997: Y (How Deep Is Your Love?)
- 1997: X² (Time Is Now)
- 1998: W (That Sound)
- 2000: F (Future Is Now!)
- 2001: O (Overdrive)
- 2003: R (Rock!)
- 2003: S (Outer Space)
- 2004: FM (Feelin' Me)
- 2004: L (Want Your Love)
- 2005: A (Asian Sunrise)
- 2005: N (No Rrougher)
- 2005: I (Need You)
- 2006: FM2 (Feelin' Me)
- 2007: E (Energy)
- 2008: S² (Sueño)
- 2009: F² (Future Is Now)
- 2010: G (Ghost)
- 2011: Do You Want Me (als Supermusique!)
- 2011: T (Techem)
- 2011: Feel (feat. DJ Sabu)
- 2011: The Sound (feat. Derb)

### Remix
- 1997: Space Frog - I Feel Ur Pain
- 1997: Dance 2 Trance - Power of American Natives '97
- 1997: DJ Supreme - The Horns of Jericho
- 1997: Intermission - Blow Your Mind
- 1998: Spellbound - Universe of Life
- 1998: Afrika Islam - Open your Door
- 1998: DJ Wag - Man on the Moon
- 1998: Position - Kerosin
- 1999: Trance Genetic - Around Your Space
- 1999: Pulsedriver - I Dominate U
- 1999: Arpeggiators - Freedom of Expression
- 1999: DJ Foxx - Move That Body
- 1999: DJ Wag - Man On the Moon
- 1999: Global Cee - Light Up My Life
- 1999: Arome - I Am Not a Bitch
- 1999: Arome - Talk to Me
- 2000: Atlantis ITA - See You In Your Next Life
- 2000: Elastique Culture - U
- 2000: DJ X 2000 - Modem
- 2000: Arome - Here We Go
- 2000: Hennes & Cold - Second Trip
- 2000: Beam vs. Cyrus - Thunder in Paradize
- 2000: Yves Deruyter - Back To Earth
- 2001: Nightclub - French Kiss
- 2001: Cosmic Gate - Fire Wire
- 2001: Microbots - Cosmic Evolution
- 2001: Yoda - Definitely
- 2001: Derb - Derb
- 2001: Mass Effect - Alphascan
- 2002: Meteor 7 - Universal Music
- 2002: Talla 2XLC - Come With Me
- 2002: Warmduscher feat. Lamont Humphrey - Hardcore Will Never Die
- 2002: DJ Vortex - Incoming
- 2002: Hypetraxx - Paranoid
- 2002: Brooklyn Bounce - Club Bizzare
- 2002: Twisters Silence - Listen to Me Mama
- 2002: Yoji Biomehanika - Ding A Ling
- 2002: Sound of Overdose - City 2 City
- 2003: Thomas Rubin - Cold Night
- 2003: Arome - Visions of Paradise
- 2003: Arome - Hands Up
- 2004: Derb - Derbattack
- 2004: Lady Tom - Into My Mind
- 2004: Orions Voice - Cockroaches
- 2004: Thomas Rubin - Cold Night
- 2005: Yoji Biomehanika - Monochroma
- 2005: Yakooza - I Wanna Feel
- 2005: Tocs - 1
- 2006: Yakooza - Cocaine
- 2006: DJ Sakin & Friends - Braveheart 2006
- 2006: Niels Van Gogh vs. Eniac - Pulverturm 2.0
- 2007: Shy Brothers - Human Design
- 2007: Tocs - 2
- 2008: Karami & Lewis - Vertigo
- 2009: Public Domain - Operation Blade
- 2009: Dr. Willis & Vandall - Tech Ho
- 2009: Organ Donors - 99.9
- 2009: Lisa Lashes - Bondage & Whips
- 2010: Greg Downey - Global Code
- 2010: Golden Coast - Ivory
- 2010: Bart Claessen - Hartseer
- 2010: Alex Kidd vs. Kidd Kaos - Toms Diner
- 2010: Talla 2XLC - The Sound of the Crowd
- 2010: Marcel Woods - Tomorrow
- 2011: T4L - Biogenesis
- 2011: Organ Donors - Moogerfoogin